# Дорофєєв Михайло Іларіонович
Михайло Іларіонович Дорофєєв (1906 — 17 липня 1958, місто Київ) — радянський діяч, залізничник, начальник Вінницької залізниці, заступник начальника Південно-Західної залізниці.

## Життєпис
Народився в родині залізничника. З 1924 року працював ремонтним робітником залізничної колії.
Член ВКП(б) з 1929 року.
У 1937 році закінчив Військово-транспортну академію.
З 1937 року — заступник начальника Західно-Сибірської залізниці, заступник начальника Північно-Донецької залізниці, заступник начальника Донецького залізничного округу.
У 1950—1953 роках — начальник Вінницької залізниці.
У 1953 — 17 липня 1958 року — заступник начальника Південно-Західної залізниці.
Раптово помер 17 липня 1958 року в Києві.

## Нагороди
- орден Трудового Червоного Прапора
- медаль «За трудову відзнаку»
- медалі